# 掩护 (军事)

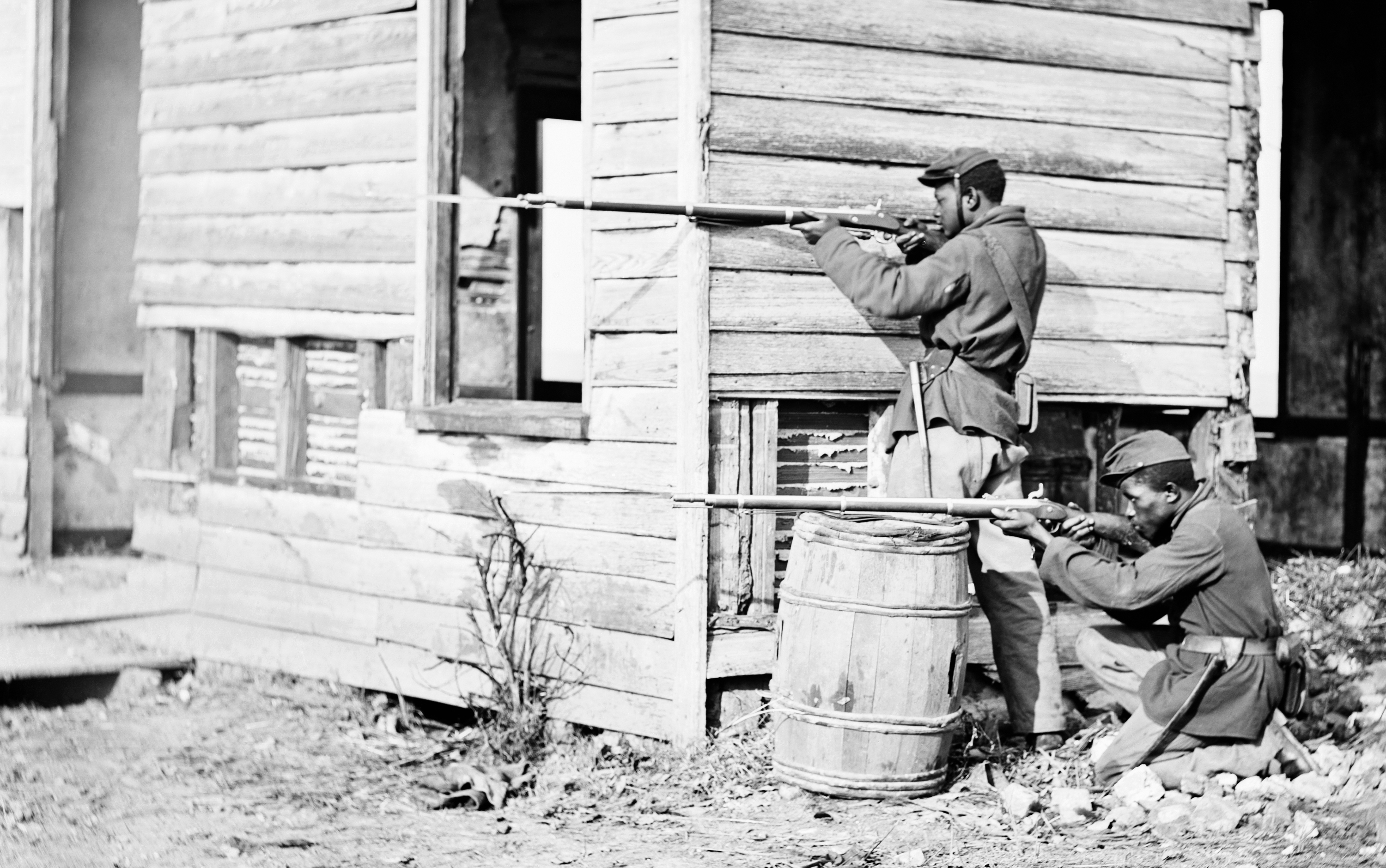
1864年，两名美国士兵利用掩护时的照片。其中一人靠在墙上，另一人在桶后蹲伏。

在军事作战中，掩护是指能保护己方不受敌方火力伤害的各种事物和行为。例如友軍利用武器壓制敵軍火力使自身能夠行動。
而用来掩护的事物可能是自然存在的岩石或树桩，或者是人工构造的掩體或战壕。掩护与隐蔽的概念不同，因为用来作隐蔽的物体或区域只能提供隐身，而不能保护己方免受子彈或砲彈碎片的威胁，掩护与隐蔽的差异有如沙袋与杂草。

## 另请参见
- 火力压制（英语：Suppressive fire）